# Rei Shinozaki
Rei Shinozaki est un mangaka japonais spécialisé dans le hentai, il travaille le style du Futanari.

## Œuvres
- Camp Heaven - キャンプ ヘヴン